# موش کیسه‌دار ناراستین وولی
موش کیسه‌دار ناراستین وولی (نام علمی: Pseudantechinus woolleyae) نام یک گونه از سرده موش کیسه‌دار ناراستین است.